# Гватемальський геноцид
Гватемальський геноцид, також відомий як геноцид мая або Тихий Голокост (іспанська Genocidio guatemalteco, Genocidio maya, або Holocausto silencioso) — різанина мирних жителів мая під час громадянської війни в Гватемалі (1960—1996), вчинена послідовними військовими урядами Гватемали, які підтримувалися США. Масові вбивства, насильницькі зникнення, тортури та страти партизанів і особливо цивільних колабораціоністів силами безпеки були широко поширеними з 1965 року, і це була давня політика військового режиму, про яку знали офіційні особи США. У доповіді 1984 року йдеться про «вбивство тисяч людей військовим урядом, який підтримує свою владу терором». Human Rights Watch описала «надзвичайно жорстокі» дії збройних сил, переважно проти неозброєних цивільних.
Репресії досягли рівня геноциду в північних провінціях, де проживало переважно корінне населення, де діяла Партизанська армія бідних. Там гватемальські військові вважали, що мая стали на бік повстанців, і розпочали кампанію масових вбивств та зникнень селян мая. У той час як масові вбивства корінних селян відбувалися і раніше під час війни, систематичне застосування терору проти них почалося приблизно в 1975 році і досягло свого піку в першій половині 1980-х років.Військові вчинили 626 масових вбивств мая під час конфлікту і визнали знищення 440 сіл мая в період з 1981 по 1983 рік. У деяких муніципалітетах щонайменше третина сіл була евакуйована або зруйнована. Дослідження, проведене Відділом у справах неповнолітніх Верховного Суду у березні 1985 року, показало, що більше 200 000 дітей втратили принаймні одного з батьків на війні, і що від 45 000 до 60 000 дорослих гватемальців були вбиті в період з 1980 по 1985 рік.Діти часто ставали об'єктами масових вбивств з боку армії, в тому числі під час масових вбивств в Ріо-Негро у період з 1980 по 1982 рік.
Гватемальська розвідка керувалася та виконувалася в основному двома органами: один, відділ розвідки армії, який згодом отримав назву Управління розвідки Генерального штабу національної оборони, відомий як «G-2» або S-2 . Інший — розвідувальний підрозділ під назвою «Управління безпеки президента», також відомий як «Archivo» або AGSAEMP (служби архіву та забезпечення Генерального штабу президента).

## Репресії 1960-1970-х років
Застосування терору військовими і поліцією в Гватемалі з'явилося в середині 1960-х років, коли військовий уряд почав використовувати «зникнення» як тактику для демонтажу інфраструктури партизанів Гватемальської партії праці ‎ (PGT) і Революційного руху 13 листопада (MR-13) 3-го і 5-го березня 1966 року G-2 і судова поліція здійснили обшук у трьох будинках у місті Гватемала, захопивши двадцять вісім профспілкових діячів і членів PGT. Серед захоплених були більшість членів центрального комітету PGT і лідер селянської федерації Леонардо Кастільо Флорес. Усі згодом «зникли», перебуваючи під вартою сил безпеки, і в наступні місяці ця група стала відомі у гватемальській пресі як «28». За цим інцидентом послідувала хвиля незрозумілих «зникнень» і вбивств у місті Гватемала та в сільській місцевості, про які повідомила преса міста Гватемала.
Незважаючи на мінімальну активність збройних повстанців на той час, 13 листопада 1970 року президент Арана оголосив «облоговий стан» і запровадив комендантську годину з 21:00 до 5:00 ранку, протягом якого заборонявся рух усіх транспортних засобів і пішоходів, включаючи машини швидкої допомоги, пожежні машини, медсестер і лікарів — було заборонено на всій території країни. Облога супроводжувалася низкою обшуків міліцією, які, як повідомляється, призвели до 1600 затримань у столиці за перші п'ятнадцять днів «стану облоги». У той час іноземні журналісти посилалися на високопоставлені урядові джерела, які визнавали 700 страт силами безпеки або воєнізованими ескадронами смерті за перші два місяці «стану облоги». Це підтверджується секретним бюлетенем Розвідувального управління Міністерства оборони США за січень 1971 року, в якому докладно розповідається про ліквідацію силами безпеки сотень підозрюваних «терористів і бандитів» у сільській місцевості Гватемали.
У той час як у сільській місцевості тривали репресії, уряд Арани почав безпрецедентну хвилю вбивств і «викрадень» у столиці, незважаючи на мінімальну партизанську активність. Арана заснував нове агентство таємної поліції в цивільному, відоме як «Детективний корпус національної поліції», яке спеціалізувалося на стеженнях і діяльності політичної поліції. Це нове агентство безпеки, працюючи в тандемі зі спеціальними військовими та підрозділами «4-го корпусу» національної поліції, викрало та вбило тисячі підозрюваних у Гватемала-Сіті під час «стану облоги». Як і під час попередньої кампанії в Закапі, тіла були знайдені в річках. Щодня понівечені невпізнані трупи виставляли в амфітеатрі загального госпіталю міста Гватемала, щоб родичі зниклих безвісти впізнали їх. Серед жертв були критики Арани в ЗМІ, члени лівих політичних рухів, профспілкові діячі та студентські активісти. Як і під час попередніх репресій, силовики здійснювали масові зникнення цілих груп осіб. В одному випадку 26 вересня 1972 року детективний корпус затримав вісім вищих лідерів і соратників PGT — половини центрального комітету партії — під час одного рейду. Усі вісім були передані командиру загону «4-го корпусу» та сумнозвісному мучителю Хуану Антоніо «Ель Чіно» Лімі Лопезу, і їх більше ніхто не бачив.
За даними Amnesty International та національних правозахисних організацій, таких як «Комітет родичів зниклих безвісти», понад 15 000 цивільних противників сил безпеки були знайдені мертвими або «зниклими безвісти» між 1970 і 1973 роками  Кілька тих, хто вижив після політичного ув'язнення силовики описали катування на зразок удушення гумовим «капюшоном», наповненим інсектицидом. Багато вбивств приписували таким групам, як «Ojo por Ojo» ("Око за око "), описане Держдепартаментом США як «переважно військове братство з часткою цивільної співпраці». Окрім осіб, яких називали диверсантами та політичними ворогами, сили безпеки також атакували звичайних злочинців під виглядом груп соціального очищення, таких як «Стерв'ятник-месник». 
Міжнародна амністія згадала Гватемалу як одну з кількох країн, де діє надзвичайний стан прав людини, водночас посилаючись на «велику кількість зникнень громадян Гватемали» як на серйозну та постійну проблему у своєму щорічному звіті за 1972—1973 роки. Загалом між 1966 і 1973 роками було вбито або «зникли безвісти» 42 000 мирних жителів Гватемали 

## Етапи геноциду
Репресії в Гватемала-Сіті та східних регіонах залишили повстанців без міцної цивільної бази підтримки та зменшили здатність повстанців організовувати та підтримувати партизанські сили. Проте народне невдоволення порушеннями прав людини та соціальною нерівністю в Гватемалі зберігалося. Повстанці не залишалися бездіяльними надовго, і нова партизанська організація, яка називала себе Партизанська армія бідних (EGP), увійшла в ліси Ікскана на північ від департаменту Кіче з південної Мексики в січні 1972 року, того самого року, коли полковник. Арана оголосив про завершення «стану облоги». Без відома розвідувальних служб Гватемали EGP закріпилася серед корінного населення кампесінос і діяла таємно протягом трьох років, провівши свою першу конференцію в 1974 році.
EGP здійснила свою першу акцію, вбивши землевласника Хосе Луїса Аренаса на території його ферми «La Perla» в суботу, 7 червня 1975 року. Перед його кабінетом стояло близько двох-трьох сотень селян-робітників, які отримували платню. Серед робітників ховалися четверо членів EGP, які знищили радіозв'язок ферми та стратили Аренаса. Після вбивства партизани розмовляли з фермерами мовою іксіль, повідомляючи їм, що вони були членами партизанської армії бідних і вбили «Тигра Іксана» через його ймовірні численні злочини проти членів громади. Потім нападники втекли в напрямку Чахула, а син Хосе Луїса Аренаса, який у той час перебував у Сан-Луїс-Ікскані, сховався на сусідній горі та чекав на прибуття літака, який доставив його прямо до міста Гватемала до президента. палац. Там він негайно повідомив про справу міністра оборони генерала Фернандо Ромео Лукаса Гарсіа. Ромео Лукас відповів: «Ви помиляєтеся, партизанів у цьому районі немає».
Незважаючи на заперечення генерала Ромео Лукаса, уряд відповів хвилею репресій проти тих, хто, як він вважав, складають цивільні механізми підтримки EGP. Уряд традиційно розглядав кооперативи як засіб підривної діяльності лівого крила. Через те, що кооперативи були в основному витягнуті на відкритому просторі, імена кооперативістів було відносно легко зіставити розвідувальним службам (G-2), щоб визначити цілі для подальшої програми винищення. Селяни, яких ідентифікували як належних до кооперативів, почали зникати або виявлятися мертвими в індійських громадах Ель Кіче, індивідуально та колективно. В одному випадку 7 липня 1975 року — через місяць після вбивства Аренаса — контингент армійських десантників у формі прибув на вертольотах UH-1H на ринкову площу Ікскана Гранде. Там вони схопили 30 чоловіків, які були членами кооперативу Xalbal, і вивезли їх гелікоптерами; всі згодом «зникли». Вбивства та зникнення супроводжувалися тривожними листами, надісланим до кооперативів міста Гватемала одночасно від імені ескадрону смерті MANO правлячої партії MLN: «Ми знаємо про вашу ПРОКОМУНІСТИЧНУ позицію… Ми знаємо з досвіду, що всі трудові організації та кооперативи завжди потрапляють під владу комуністичних лідерів, які проникли в них. У нас є організація та сила, щоб запобігти цьому повторенню… Є ТРИДЦЯТЬ ТИСЯЧ ПІДПИСАНИХ СЕЛЯНСЬКИХ МОГИЛ, ЩОБ СВІДЧИТИ…»
Справа тридцяти чоловіків, захоплених 7 липня, а також сім інших випадків «зникнення» серед того самого кооперативу були названі в заяві під присягою генералу К'єллу Лаугеруду в листопаді 1975 року. Міністерство внутрішніх справ у відповідь заперечило, що «зниклі безвісти» були взяті урядом. Загалом було підтверджено, що 60 лідерів кооперативів були вбиті або «зникли безвісти» в Іксані між червнем і груднем 1975 року. Ще 163 кооперативних і сільських лідерів було вбито ескадронами смерті між 1976 і 1978 роками. Вважаючи, що католицька церква становить основну частину соціальної бази EGP, режим також почав виділяти мішені серед катехитів. У період з листопада 1976 по грудень 1977 ескадрони смерті вбили 143 катехитів Католицької Акції «Єпархії Ель Кіче». Задокументовані випадки вбивств і насильницьких зникнень у цей час являють собою невелику частку справжньої кількості вбивств, вчинених урядовими силами, особливо в місцевих високогір'ях, оскільки про багато вбивств людей не повідомлялося.

### Різанина в Панзосі
У 1978 році репресії проти корінних сільськогосподарських кооперативів почали поширюватися з департаменту Кіче на інші території, які складають Північну поперечну смугу (FTN). У Панзосі корінні жителі Альта-Верапасу почали зазнавати порушень прав людини, що супроводжувалося їх виселенням із землі фермерами та місцевою владою, які підтримували економічні інтереси компанії Izabal Mining Operations Company (EXMIBAL) і Transmetales.
У 1978 році військовий патруль був розміщений за кілька кілометрів від окружного центру Панзос, у місці, яке було відомо як «Квініх». У той час організаційну спроможність селян збільшували комітети, які претендували на право власності на їх землю, явище, яке хвилювало поміщиків. Деякі з цих землевласників звернулися за захистом до губернатора Альта-Верапасу, зокрема Флавіо Монзона, який заявив: «Кілька селян, що живуть у селах і поселеннях, хочуть спалити міське населення, щоб отримати доступ до приватної власності».
29 травня 1978 року селяни з сіл Кахабонсіто, Семокоч, Рубецул, Кангуача, Сепакай, фінка Моягуа та околиці Ла Соледад вирішили провести публічну демонстрацію на Пласа де Пансос, щоб наполягати на своїх претензіях на землю та висловити своє невдоволення, яке було спричинені свавіллям поміщиків та цивільної та військової влади. Сотні індіанців чоловіків, жінок і дітей вийшли на площу муніципального центру Панзос, несучи свої інструменти, мачете та палиці. Один із учасників акції зазначає: «Ідея полягала не в тому, щоб ні з ким воювати, потрібно було з'ясувати статус землі. Люди приходили з різних місць і мали зброю».
Існують різні версії того, як почалася стрілянина: деякі кажуть, що вона почалася, коли «Мама Макін» — селянський ватажок — штовхнула солдата, який стояв на її шляху; інші кажуть, що це почалося через те, що люди, які намагалися потрапити в муніципалітет, постійно штовхали один одного, що було розцінено як акт агресії з боку солдатів.  Тодішній мер Уолтер Овердік сказав, що "люди з середини групи штовхали тих, хто був попереду.  Свідок каже, що один протестувальник вихопив рушницю в солдата, але не використав її і кілька людей розповідають, що військовий голос кричав: «Раз, два, три! Вогонь!»
Стрілянина тривала п'ять хвилин і велася зі штатної зброї, яку мали військові, а також із трьох кулеметів, які стояли на березі площі. Від рук армії було вбито від 30 до 106 місцевих жителів (цифри різні). Кілька селян з мачете поранили кількох солдатів. Жоден військовий не постраждав від вогнепальної зброї. Площа була залита кров'ю.
Негайно армія перекрила головні під'їзні шляхи , незважаючи на те, що «тубільці відчували страх». Перш ніж забрати поранених військових, над містом пролетів армійський вертоліт.

### Геноцид під час правління Лукаса Гарсії
Після різанини в Панзосі репресії проти корінного населення ставали дедалі жорстокішими, і почали виникати систематичні вбивства та акти геноциду. Кілька менш відомих масових вбивств сталися в той самий період часу. 8 вересня 1978 року мобільна військова поліція Монтерос, Ескіпулас, діючи за наказом місцевих землевласників Сезара Лемуса та Домінго Інтеріано, викрала вісім кампесіно з Олопи, департамент Чикімула. 26 вересня військова поліція повернулася до Олопи та захопила ще 15 селян. Згодом усі були знайдені мертвими від утоплення та повішення. Наступного дня помічник мера Аматілло Франциско Гарсія звернувся до суду Олопи, щоб повідомити про події та вимагати ідентифікації тіл, щоб поховати їх. Тієї ж ночі Гарсія також був викрадений і вбитий. Загалом у 1978 році мобільна військова поліція вбила понад 100 жителів села Олопа, у тому числі кількох релігійних діячів, 15 жінок і понад 40 дітей. Селяни повідомляли, що PMA вбивали малих дітей в Олопі, хапаючи їх і ламаючи їм спини через коліна.
У той же час у Гватемала-Сіті ситуація з викраданнями та зникненнями людей від рук judiciales погіршилася після того, як Головою Нацполіції призначено полковником Германа Чупіну Барахону. Чупіна відкрито говорила про необхідність «винищення» ліваків. 4 серпня 1978 року старшокласники та студенти разом з іншими членами народного руху організували перший міський протест масового руху періоду Лукаса Гарсіа. У протестах, задуманих як марш проти насильства, взяли участь приблизно 10 000 осіб. Новий міністр внутрішніх справ при президенті Лукасі Гарсії Дональдо Альварес Руїс пообіцяв розганяти будь-які протести, організовані без дозволу уряду. Потім протестувальників зустрів Pelotón Modelo (модельний взвод) національної поліції Гватемали, який тоді очолив новий генеральний директор, полковник Герман Чупіна Барахона (як і ген. Ромео Лукас Гарсія, член «Групи Закапа» і колишній командир PMA). Використовуючи нове спорядження для боротьби з масовими заворушеннями, надане урядом Сполучених Штатів, сили поліції оточили учасників маршу та застосували до них сльозогінний газ. Студенти були змушені відступити, десятки людей, переважно підлітки шкільного віку, були госпіталізовані. За цим послідували нові протести та вбивства ескадронів смерті протягом наступної частини року. У вересні 1978 року спалахнув загальний страйк на знак протесту проти різкого підвищення тарифів на проїзд у громадському транспорті; Уряд відповів жорстко, заарештувавши десятки протестувальників і поранивши ще багатьох. Однак за результатами кампанії уряд погодився на вимоги протестувальників, у тому числі щодо встановлення субсидії на проїзд у громадському транспорті.
Побоюючись можливості того, що сценарій, який розгортався в Нікарагуа в той час, трапиться в Гватемалі, уряд генерала Ромео Лукаса Гарсії розпочав широкомасштабну таємну програму вибіркових убивств, яку курували головним чином міністр внутрішніх справ Дональдо Альварес Руїс і начальник Національної поліції полковник. Німецька Чупіна Барахона, які разом контролювали всі військові та воєнізовані служби безпеки. Цілями були селяни, профспілкові діячі, члени кооперативів, студентські активісти, співробітники університетів, члени судової влади, церковні лідери та члени центристських і лівих політичних партій. Смерть цих людей, яких уряд назвав «диверсантами», здебільшого приписують новій організації «Таємною антикомуністичною армією» (ESA), групою, пов'язаною з офісами полковника Германа Чупіна. ESA оголосила про своє існування 18 жовтня 1978 року після страйків щодо оплати проїзду в автобусах і випустила серію бюлетенів, в яких повідомлялося про намір вбивати опонентів уряду. Паралельна операція проти звичайних злочинців почалася приблизно в той самий час, коли ESA почала свою діяльність. Згодом у вбивствах звичайних «злочинців» служби безпеки звинуватили ескадрон смерті під назвою «Escuadron de la Muerte» (EM). Ця нова хвиля масових вбивств сприяла урядовій рекламній кампанії, під час якої представники уряду надавали регулярні статистичні дані про вбивства «диверсантів» і «злочинців», які влада приписувала ESA та EM, нібито як спосіб використання ЗМІ щоб применшити відповідальність уряду та терориру лівих.
Статистичні дані, оприлюднені у пресі (часто походять від представників уряду) та правозахисними організаціями, свідчать про те, що в 1979—1980 роках у Гватемалі було вбито щонайменше 8195 осіб, що перевищує показник полковника Арани в 1970–71 роках. Викрадення та зникнення цивільних осіб ескадронами смерті здійснювалися під прицілом громадськості озброєним до зубів персоналом, який іноді відкрито називав себе членами сил безпеки та пересувався на транспортних засобах, які легко ідентифікувати як належать Національній поліції Гватемали та іншим службам безпеки, особливо червоні джипи «Тойота» або без маркування.  Невпізнані трупи часто знаходили понівеченими та зі слідами тортур.
Тіла багатьох із тих, хто був викрадений ескадронами смерті в місті, були утилізовані в Сан-Хуан Комалапа, департамент Чімалтенанго, який став сумно відомим як звалище трупів. У березні 1980 року трупи студентської активістки Ліліани Негрерос та близько трьох десятків інших були знайдені в ущелині на околиці Комалапи. Більшість із них були вбиті гаротою або пострілом у потилицю та мали сліди тортур. У посольстві США назвали знахідку «зловісною» і припустили, що відповідальність несуть ультраправі. Джерела ЦРУ вказали, що найвищі рівні уряду Гватемали знають місця поховання.
Нове агентство, відоме як Президентський генеральний штаб (відоме за іспанською абревіатурою EMP), було передано під командування полковнику Гектору Ісмаелю Монтальвану Батресу у 1979 році. Після свого створення EMP взяла під контроль телекомунікаційний підрозділ La Regional, який був перейменований на Archivo General y Servicios de Apoyo del EMP — AGSAEMP — або скорочено Archivo. Як задокументовано у звіті Amnesty International за 1981 рік, телекомунікаційна прибудова Національного палацу слугувала командним центром для ескадронів смерті, як це було на початку 1970-х років під керівництвом Арани.  У Національній поліції існував центр, відомий як Об'єднаний оперативний центр (Centro de Operaciones Conjuntas de la Policía — COCP), який передавав розвідувальні дані про «диверсантів» із штаб-квартири Національної поліції до Архіву. Серед таких відомостей були імена потенційних жертв ескадронів смерті. Пізніше в архівах Національної поліції було вилучено документи, які були надіслані з COCP до EMP, щоб повідомити його агентам про «зловмисників-диверсантів» та їх місцезнаходження, включаючи точні адреси.
У Національному палаці збиралася спеціальна група, відома як CRIO (Centro de Reunion de Informacion y Operaciones), щоб перевірити дані оперативної розвідки та спланувати операції проти повстанців. CRIO складався з усіх головних керівників розвідки та безпеки країни, включаючи ген. Ромео Лукас Гарсія, полковник Чупіна, міністр внутрішніх справ Дональдо Альварес, ген. Гектор Антоніо Кальехас-і-Кальєхас (голова G-2 під керівництвом Лукаса) та керівники Казначейської поліції та начальник міграційного відділу. За результатами засідань CRIO були складені «списки розстрілів» для ескадронів смерті. 

### Геноцид за генерала Бенедикто Лукаса
У середині 1970-х років уряд Гватемали на чолі з генералом Бенедикто Лукасом Гарсіа розпочав антиповстанську кампанію проти EGP, що призвело до посилення мілітаризації в сільській місцевості. Кампанія посилилася в 1981 році за підтримки США та інших міжнародних радників. Армія, оснащена американськими військовими поставками та примусовим призовом, здійснила широкомасштабну операцію проти корінних громад, які ймовірно були пов'язані з марксизмом, що призвело до масових зникнень і вбивств. Лукас Гарсія також заснував структуру, яка замінила місцеве самоврядування, що призвело до переходу від вибіркових репресій до політики винищення, а масові вбивства громад мая стали звичним явищем. Ця політика змусила багатьох шукати притулку в горах, де вони стикалися з постійними військовими нападами. Лише в 1981 році загинуло понад 11 000 осіб, переважно корінних селян. У 2018 році Лукас Гарсіа був засуджений за тортури, зґвалтування та примусове зникнення братів і сестер Емми Гвадалупе Моліни Тейссен та її брата-підлітка у 1981 році.

### Геноцид під Ріос Монт
Під час правління Ріоса Монтта гватемальські військові націлювалися на знищення віддалених сіл корінного населення, зокрема в Ель-Кіче. Ключовою частиною стратегії Монтта була «Операція Софія», спрямована на знищення тих, хто вважався диверсійним елементом. За Монтта жорстоке поводження з цивільним населенням з боку військових досягло безпрецедентного рівня, з жорстокими вбивствами, включаючи обезголовлення, спалення та зґвалтування. Збройні сили часто вбивали на дітей і людей похилого віку, і, за оцінками, щонайменше 250 000 дітей втратили принаймні одного з батьків через насильство. Військові також вчиняли звірства, переодягнувшись під партизанів, як-от масове вбивство до 300 мирних жителів у селі Лас-Дос-Еррес. Монт, євангельський християнин, використовував свою віру, щоб виправдати масові вбивства. Лише в 1982 році було задокументовано 18 000 вбивств урядовими силами. Загальна кількість загиблих під час правління Монта оцінюється в 75 000, переважно протягом перших восьми місяців його перебування на посаді.

### Відродження державного тероризму в містах
Після того, як генерала Ефрайна Ріоса Монтта було повалено в результаті державного перевороту в 1983 році, уряд генерала Оскара Умберто Мехіа Віктореса продовжував знищувати опозицію за допомогою тортур, позасудових вбивств і «примусових зникнень», в основному здійснених «Департаментом технічних розслідувань» (DTI), спецпідрозділи міліції та розвідувальний підрозділ «Архіво». Кількість щомісячних викрадень істотно зросла під час правління Мехії Вікторес, жертвами яких були співробітники Агентства США з міжнародного розвитку, представники політичних партій і католицькі священики. Уряд також координував спільні військові та поліцейські рейди на підозрюваних повстанців, у результаті яких сотні осіб були схоплені, «зникли» або знайдені мертвими. Комісія з прав людини повідомила про 713 позасудових убивств і 506 зникнень лише за перші дев'ять місяців 1984 року. У секретному звіті Міністерства оборони США ці порушення пов'язані із систематичною програмою викрадення та вбивства сил безпеки Мехії Вікторес. З 1984 по 1986 рік військова розвідка керувала таємним центром допитів у Реталулеу, де в'язнів катували та вбивали, а деяких викидали з літаків над Тихим океаном у «польотах смерті».

## Вибраний список масових вбивств

### Різанина в Ла-Льорона, Ель-Естор
Наприкінці 70-х і на початку 80-х років Ла-Льорона, невелике село в Ізабалі, Гватемала, було охоплено конфліктами через власність на землю та політичними потрясіннями. Село, населене етнічною групою кекчі, мало проблеми з земельними кордонами, які ще більше ускладнювали впливові фермери, які претендували на їхню частину землі. Партизанська армія бідних, зокрема командир на ім'я Рамон, часто відвідували цю територію, обіцяючи вирішити проблеми селян. Однак їх присутність призвела до формування групи найманців, фінансованої великими землевласниками, для протидії партизанам. У 1981 році Рамон, тепер офіцер армії G2, разом із солдатами, військовими комісарами та цивільними особами стратив чотирнадцять чоловіків із села, залишивши вдів і дітей без батьків. Різанина порушила економічну та соціальну структуру села, що призвело до масової бідності, хвороб і розколу всередині громади. 

### Дос-Еррес
У грудні 1982 року на Дос-Еррес, село в Ла-Лібертад, Петен, напали 58 кайбілів (спецпідрозділ армії Гватемали), перевдягнених у партизанів, під час операції, відомої як «Операція Кущоріз». Протягом кількох днів кайбіли вчиняли жахливі акти насильства, зокрема ґвалтували молодих дівчат, вбивали вагітних жінок, а також жорстоко вбивали жителів села молотками. Потім тіла викинули в колодязь. В результаті нападу загинули щонайменше 225 жителів села, за деякими оцінками, жертвами стали до 300 осіб.

## Відшкодування та примирення
Спонсорована ООН Комісія з роз'яснення історії (CEH) задокументувала 42 275 жертв порушень прав людини під час громадянської війни в Гватемалі, причому уряд несе відповідальність за 93 % порушень. 83 % жертв належать до народу мая, 17 % — до ладіно. CEH рекомендував такі заходи, як національна програма репарацій, розшук зниклих, а також соціальні та аграрні реформи. До 2012 року було виконано лише кілька рекомендацій, у тому числі Національна програма відшкодування, яка зареєструвала 52 333 жертви та надала грошові компенсації понад 24 000 жертвам або сім'ям. Також був створений «День Гідності», щоб вшанувати пам'ять загиблих. Незважаючи на ці зусилля, країна все ще стикається зі значною соціальною нерівністю та нестабільністю. Ексгумація жертв закрила деякі родини та потенційні докази для майбутніх судових переслідувань.

## Переслідування та засудження
У Гватемалі відбулося кілька судових переслідувань і засуджень, пов'язаних з порушеннями прав людини під час громадянської війни. У 1999 році військовий командир Кандідо Нор'єга був засуджений до 50 років за участь у десятках смертей. У 2009 році місцевий фермер Феліпе Кусанеро, який був частиною мережі воєнізованих формувань, був засуджений до 150 років за участь у зникненні шести корінних членів фермерської громади мая. У 2011 році четверо колишніх офіцерів спецназу Гватемали були засуджені до 6060 років кожного за причетність до бійні в Дос Еррес. У 2013 році колишній президент і диктатор Хосе Ефрайн Ріос Монтт був засуджений за геноцид і злочини проти людства, але пізніше вирок був скасований. У 2015 році популістське повстання призвело до відставки президента Отто Переса Моліни та його ув'язнення за причетність до корупційної групи.

## Вшанування пам'яті
Пісня REM «Flowers of Guatemala» є пам'яттю геноциду.
Статуя хреста була побудована в пам'ять про геноцид в Дос Еррес.